# 独立記念日 (ポーランド)

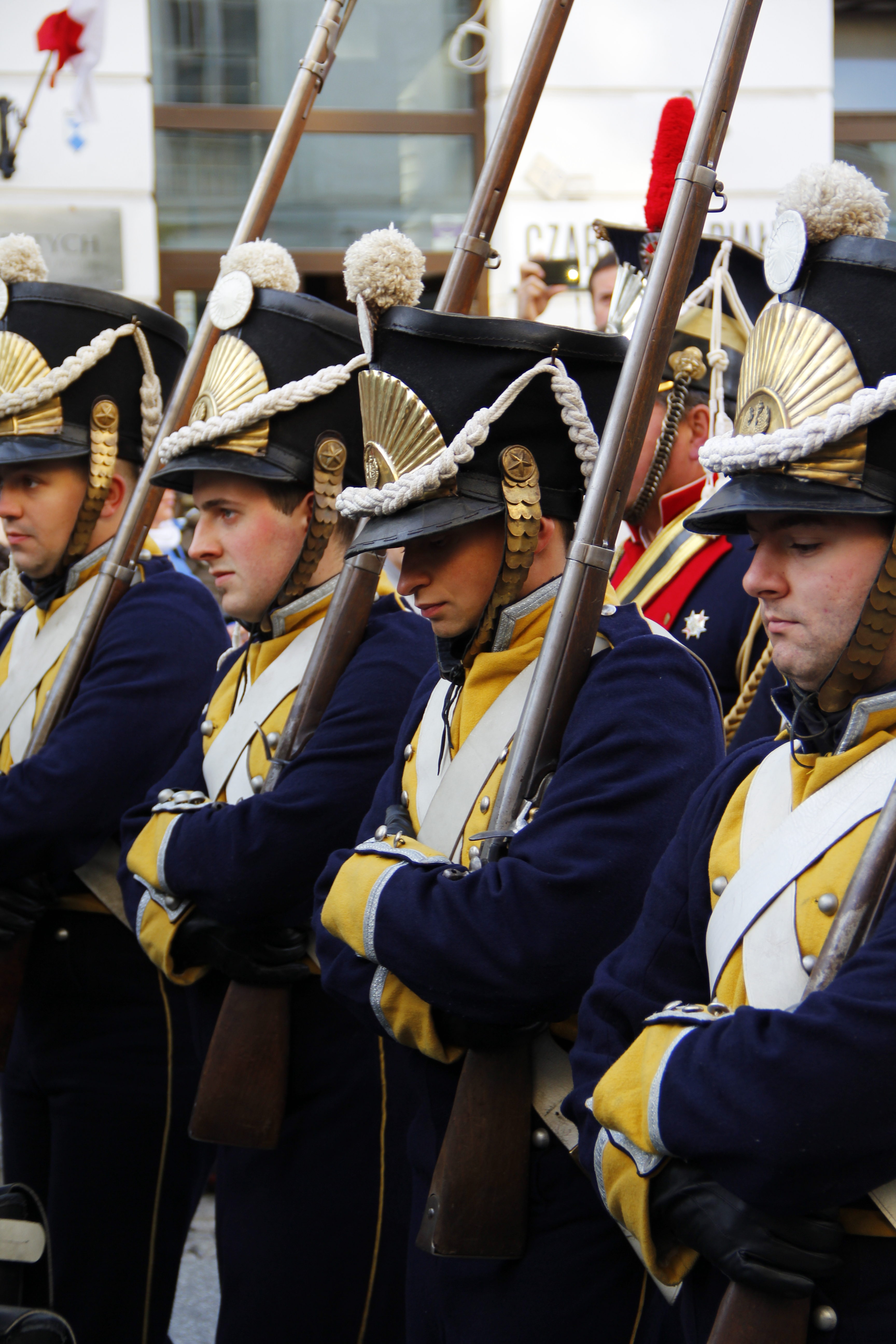
式典の様子（2013年）

独立記念日（ポーランド語: Narodowe Święto Niepodległości）は毎年11月11日に祝われるポーランド共和国の祝日。123年にわたり分割占領下にあったポーランドが1918年に独立を回復したことを記念する日として法律で国民の祝日に定められた。

## 概要
ポーランドの国家としての独立回復は11月11日の一日で急激になされたものではなく段階的に行われていった。この日付が選ばれたのは、第一次世界大戦に事実上の終止符を打つドイツ・連合国間の休戦協定が締結されドイツの敗北が決定的となったのが1918年11月11日であったためである。前日の10日にワルシャワに戻っていたユゼフ・ピウスツキは11日ポーランド軍総司令官に任命され、この11月10、11日の両日を通して、ポーランド国民は独立を完全に回復したことを認識するに至った。
1937年にこの日を独立記念日とすることが法律で定められたが、1939年以降のナチス・ドイツによる支配時代、1945年以降の共産政権下においてこの記念日を祝うことは許されず、ようやく1989年に再び11月11日を独立記念日として国民の祝日にすることが議会により決議された。